# Orden de la Bandera de la República Popular Húngara
La Orden de la Bandera de la República Popular Húngara (en húngaro: Magyar Népköztársaság Zászlórendje) fue una condecoración de la República Popular Húngara.
Fue fundada por Decreto Nº 17 de 1956.
La Orden de la Bandera de la República Popular Húngara consistía en una placa de oro estrellada de ocho puntas mayores y ocho menores que tenía en su centro la bandera nacional rodeada de laureles. La diferencia entre las clases de la orden consistía en el material de los laureles: oro con diamantes en primera clase, oro con rubíes en segunda, oro en tercera, esmalte verde en la cuarta. La quinta clase era igual que la cuarta pero más pequeña y pendiendo de una cinta. En 1963 fueron suprimidas las dos últimas clases. En 1989 fue reformada. En 1991 se dejó de entregar.
En el orden de precedencia se ubicaba la primera clase en segundo lugar, la segunda clase en cuarto lugar, la tercera clase en décimo lugar, la cuarta clase en vigésimoséptimo lugar y la quinta clase en trigesimosegundo lugar.